# Big Brown’s Chicago Blues
Big Brown’s Chicago Blues — студийный альбом Эндрю Брауна , выпущенный в 1982 году. Лауреат 3rd Blues Music Awards 1982 года в номинации «Альбом современного блюза» .

## Об альбоме
После включения нескольких песен Эндрю Брауна в антологию чикагского блюза Living Chicago Blues, Vol. 4., выпущенную Alligator Records, Эндрю Браун стал известен в Европе и отправился туда на гастроли. В результате гастролей голландская фирма Black Magic Records предложила музыканту контракт на запись. Альбом записывался на S.Y. Studio в Скоки, Иллинойс, США с 5 по 25 октября 1981 года. В 1982 году он был признан лучшим альбомом современного блюза по версии Blues Music Awards. 
Билл Даль отозвался об альбоме как «Довольно впечатляющий полноформатный дебют, даже если американской аудитории было трудно найти копию» .

## Список композиций
| №  | Название                       | Автор(ы)                 | Длительность |
| -- | ------------------------------ | ------------------------ | ------------ |
| 1. | «No More Talking»              | Эндрю Браун              | 3:13         |
| 2. | «Your Love Is Important To Me» | Лео Остелл, Милтон Бланд | 3:44         |
| 3. | «Mary Jane»                    | Бобби Раш, Кэлвин Картер | 4:16         |
| 4. | «It's Your Fault»              | Эндрю Браун              | 6:00         |
| 5. | «What's In It For Me»          | It's Your Fault          | 1:58         |

| №   | Название                            | Автор(ы)    | Длительность |
| --- | ----------------------------------- | ----------- | ------------ |
| 6.  | «Love Me»                           | Эндрю Браун | 4:32         |
| 7.  | «You Started Something»             | Эндрю Браун | 3:12         |
| 8.  | «Tin Pan Alley»                     | народная    | 4:30         |
| 9.  | «I Want To Do (Everything For You)» | Джо Текс    | 3:35         |
| 10. | «You're Gonna Need Me»              | Эндрю Браун | 4:29         |

## Участники записи
- Эндрю Браун  — вокал (A1 — A4, B1 — B5), соло-гитара

- Оливер Миллер — клавишные
- Отис Уэбстер — ритм-гитара
- Сперлин Бэнкс — бас-гитара
- Стив Уилсон — ударные

Производство
- Дик Шурман — продюсер, аннотация
- Эндрю Браун — продюсер
- Фредди Брейтберг — звукорежиссёр